# Liste der Juniorenweltmeister im Sommerbiathlon
Die Liste der Juniorenweltmeister im Sommerbiathlon führt alle Medaillengewinner der seit 2000 von der IBU durchgeführten Sommerbiathlon-Juniorenweltmeisterschaften auf. Zunächst wurden nur Wettbewerbe im Crosslauf ausgetragen, seit 2006 gibt es auch Wettkämpfe auf Skirollern. Seit 2010 werden ausschließlich Wettbewerbe auf Skirollern ausgetragen. Speziell die Crosslaufwettkämpfe wurden vor allem von Biathleten aus Osteuropa, insbesondere der Nachfolgestaaten der Sowjetunion dominiert. Von Beginn an wurden die Wettkämpfe für Frauen und Männer in gleichberechtigter Weise ausgetragen, zudem finden parallel auch immer die Weltmeisterschaften im Sommerbiathlon statt.
Erfasst werden alle Sommerbiathlonwettbewerbe, die im Rahmen von Juniorenweltmeisterschaften, welche von der Internationalen Biathlon-Union (IBU) veranstaltet werden, ausgerichtet wurden.

## Crosslauf

### Männer
- 4 km Sprint von 2000 bis 2009 mit zehn Wettbewerben.
- 6 km Verfolgung von 2000 bis 2006 sowie 2008 und 2009 mit neun Wettbewerben.
- 6 km Massenstart von 2003 bis 2005 sowie 2007 mit vier Wettbewerben.
- 3 × 4 km Staffel zwischen 2000 und 2005 mit sechs Wettbewerben.

#### Sprint
| JWM  | JWM                | Gold              | Silber             | Bronze              |
| ---- | ------------------ | ----------------- | ------------------ | ------------------- |
| 2000 | Chanty-Mansijsk    | Timur Nurmejew    | Edgars Piksons     | Kirill Sorokin      |
| 2001 | Jamrozowa Polana   | Michal Šlesingr   | Witali Wolkow      | Alexei Solowjow     |
| 2002 | Jablonec nad Nisou | Edgars Piksons    | Ondřej Moravec     | Oleh Bereschnyj     |
| 2003 | Forni Avoltri      | Denis Fjodorow    | Ihor Jaschtschenko | Jurij Tewykow       |
| 2004 | Osrblie            | Edgars Piksons    | Dušan Šimočko      | Pawel Tschuprijanow |
| 2005 | Muonio             | Ondřej Moravec    | Sergei Danilenko   | Alexei Katrenko     |
| 2006 | Ufa                | Ruslan Nasirov    | Jewgeni Pschelkin  | Alexei Katrenko     |
| 2007 | Otepää             | Daniil Steptšenko | Karel Viigipuu     | Maxim Adijew        |
| 2008 | Haute-Maurienne    | Anuzar Yunusov    | Stanislaw Bazejew  | Niklas Heyser       |
| 2009 | Oberhof            | Lukáš Kristejn    | Nasarij Buryk      | Anuzar Yunusov      |

#### Verfolgung
| JWM  | JWM                | Gold                         | Silber                       | Bronze                       |
| ---- | ------------------ | ---------------------------- | ---------------------------- | ---------------------------- |
| 2000 | Chanty-Mansijsk    | Timur Nurmejew               | Wladimir Bachromow           | Kristaps Lībietis            |
| 2001 | Jamrozowa Polana   | Alexei Solowjow              | Alexei Tschibilkine          | Matej Kazár                  |
| 2002 | Jablonec nad Nisou | Sergei Balandin              | Ondřej Moravec               | Miroslav Matiaško            |
| 2003 | Forni Avoltri      | Jurij Tewykow                | Denis Fjodorow               | Miroslav Matiaško            |
| 2004 | Osrblie            | Edgars Piksons               | Michal Šlesingr              | Serhij Sednjew               |
| 2005 | Muonio             | Ondřej Moravec               | Alexei Katrenko              | Sergei Danilenko             |
| 2006 | Ufa                | Alexei Katrenko              | Ruslan Nasirov               | Jewgeni Pschelkin            |
| 2007 | Otepää             | keine Verfolgung ausgetragen | keine Verfolgung ausgetragen | keine Verfolgung ausgetragen |
| 2008 | Haute-Maurienne    | Anuzar Yunusov               | Rinat Gilasow                | Maxim Adijew                 |
| 2009 | Oberhof            | Anuzar Yunusov               | Iwan Krjukow                 | Lukáš Kristejn               |

#### Massenstart
| JWM  | JWM           | Gold                         | Silber                       | Bronze                       |
| ---- | ------------- | ---------------------------- | ---------------------------- | ---------------------------- |
| 2003 | Forni Avoltri | Miroslav Matiaško            | Denis Fjodorow               | Edgars Piksons               |
| 2004 | Osrblie       | Michal Šlesingr              | Ondřej Moravec               | Sergei Danilenko             |
| 2005 | Muonio        | Alexei Katrenko              | Kaspars Dumbris              | Sergei Danilenko             |
| 2006 | Ufa           | kein Massenstart ausgetragen | kein Massenstart ausgetragen | kein Massenstart ausgetragen |
| 2007 | Otepää        | Anuzar Yunusov               | Ruslan Nasirov               | Rinat Gilasow                |

#### Staffel
| Weltmeisterschaft | Weltmeisterschaft  | Gold                                                               | Silber                                                    | Bronze                                                                  |
| ----------------- | ------------------ | ------------------------------------------------------------------ | --------------------------------------------------------- | ----------------------------------------------------------------------- |
| 2000              | Chanty-Mansijsk    | Russland Wladimir Bachromow Alexei Natarow Timur Nurmejew          | Lettland Kristaps Lībietis Ojars Mednis Edgars Piksons    | Kirgisistan Alexandrowitsch Lewdanskir Maksim Malenkih Sergei Snitschew |
| 2001              | Jamrozowa Polana   | Russland Alexei Tschibilkine Witali Wolkow Alexei Solowjow         | Lettland Kristaps Lībietis Ojars Mednis Edgars Piksons    | Belarus Alexej Jurchanka Uladsimir Miklascheuski Dzianis Bystryk        |
| 2002              | Jablonec nad Nisou | Russland Pawel Tschuprijanow Roman Fedorischtschew Sergei Balandin | Tschechien Ondřej Moravec Ondřej Mandula Michal Šlesingr  | Slowakei Dušan Šimočko Miroslav Matiaško Matej Kazár                    |
| 2003              | Forni Avoltri      | Lettland Kristaps Lībietis Gints Lūsis Edgars Piksons              | Slowakei Dušan Šimočko Miroslav Matiaško Matej Kazár      | Russland Pawel Tschuprijanow Dmitri Petin Denis Fjodorow                |
| 2004              | Osrblie            | Tschechien Michal Šlesingr Miroslav Tomeš Ondřej Moravec           | Lettland Edgars Piksons Gints Lūsis Kaspars Dumbris       | Belarus Andrej Slaunikau Jauheni Schuleu Uladsimir Miklascheuski        |
| 2005              | Muonio             | Russland Pawel Tschuprijanow Alexei Katrenko Sergei Danilenko      | Usbekistan Anuzar Yunusov Murod Hodjibayev Ruslan Nasirov | Lettland Edgars Cakars Kārlis Levitas Kaspars Dumbris                   |

### Frauen
- 3 km Sprint zwischen 2000 und 2009 mit zehn Wettbewerben.
- 5 km Verfolgung zwischen 2000 und 2006 sowie 2008 und 2009 mit neun Wettbewerben.
- 5 km Massenstart zwischen 2003 und 2005 sowie 2007 mit vier Wettbewerben.
- 3 × 3 km Staffel zwischen 2000 und 2005 mit sechs Wettbewerben.

#### Sprint
| JWM  | JWM                | Gold                  | Silber                | Bronze                |
| ---- | ------------------ | --------------------- | --------------------- | --------------------- |
| 2000 | Chanty-Mansijsk    | Tatjana Moissejewa    | Jelena Chrustaljowa   | Nadeschda Kolesnikowa |
| 2001 | Jamrozowa Polana   | Tatjana Moissejewa    | Jekaterina Jurjewa    | Ljudmila Ananka       |
| 2002 | Jablonec nad Nisou | Natalja Gussewa       | Klára Moravcová       | Cassie Hunt           |
| 2003 | Forni Avoltri      | Ljudmila Kalintschyk  | Switlana Krikontschuk | Klára Moravcová       |
| 2004 | Osrblie            | Tazzjana Schyntar     | Natalja Titowa        | Ljudmyla Pyssarenko   |
| 2005 | Muonio             | Switlana Krikontschuk | Nadseja Skardsina     | Wita Semerenko        |
| 2006 | Ufa                | Olga Saremskaja       | Walentyna Semerenko   | Wita Semerenko        |
| 2007 | Otepää             | Irina Maximowa        | Jekaterina Busorina   | Wera Kalbjanok        |
| 2008 | Haute-Maurienne    | Irina Maximowa        | Alexandra Walischina  | Wera Kalbjanok        |
| 2009 | Oberhof            | Larissa Nadejewa      | Katarzyna Leja        | Swetlana Perminowa    |

#### Verfolgung
| JWM  | JWM                | Gold                         | Silber                       | Bronze                       |
| ---- | ------------------ | ---------------------------- | ---------------------------- | ---------------------------- |
| 2000 | Chanty-Mansijsk    | Tatjana Moissejewa           | Nadeschda Kolesnikowa        | Irina Fomina                 |
| 2001 | Jamrozowa Polana   | Tatjana Moissejewa           | Jekaterina Jurjewa           | Jelena Dawgul                |
| 2002 | Jablonec nad Nisou | Natalja Gussewa              | Bernadetta Bednarz           | Klára Moravcová              |
| 2003 | Forni Avoltri      | Switlana Krikontschuk        | Tetjana Lytowtschenko        | Olga Pachomowa               |
| 2004 | Osrblie            | Tazzjana Schyntar            | Walentyna Semerenko          | Natalja Titowa               |
| 2005 | Muonio             | Switlana Krikontschuk        | Nadseja Skardsina            | Pinja Piira                  |
| 2006 | Ufa                | Iryna Babezkaja              | Olga Saremskaja              | Irina Sawinowa               |
| 2007 | Otepää             | keine Verfolgung ausgetragen | keine Verfolgung ausgetragen | keine Verfolgung ausgetragen |
| 2008 | Haute-Maurienne    | Irina Maximowa               | Alexandra Walischina         | Wera Kalbjanok               |
| 2009 | Oberhof            | Tatjana Belkina              | Wera Kalbjanok               | Nina Stöcker                 |

#### Massenstart
| JWM  | JWM           | Gold                         | Silber                       | Bronze                       |
| ---- | ------------- | ---------------------------- | ---------------------------- | ---------------------------- |
| 2003 | Forni Avoltri | Tetjana Lytowtschenko        | Anna Sotnikowa               | Ljudmyla Pyssarenko          |
| 2004 | Osrblie       | Tazzjana Schyntar            | Switlana Krikontschuk        | Barbora Tomešová             |
| 2005 | Muonio        | Nadseja Skardsina            | Switlana Krikontschuk        | Wita Semerenko               |
| 2006 | Ufa           | kein Massenstart ausgetragen | kein Massenstart ausgetragen | kein Massenstart ausgetragen |
| 2007 | Otepää        | Irina Maximowa               | Tatjana Belkina              | Swetlana Perminowa           |

#### Staffel
| Weltmeisterschaft | Weltmeisterschaft  | Gold                                                                  | Silber                                                                  | Bronze                                                          |
| ----------------- | ------------------ | --------------------------------------------------------------------- | ----------------------------------------------------------------------- | --------------------------------------------------------------- |
| 2000              | Chanty-Mansijsk    | Russland Nadeschda Kolesnikowa Tatjana Moissejewa Irina Fomina        | Belarus Swjatlana Dyrko Ljudmila Ananka Kazjaryna Hryhorjewa            | Polen Joanna Grzybek Izabela Glab Bernadetta Bednarz            |
| 2001              | Jamrozowa Polana   | Russland Jekaterina Jurjewa Nadeschda Kolesnikowa Tatjana Moissejewa  | Polen Anna Janas Joanna Grzybek Bernadetta Bednarz                      | Rumänien Alexandra Rusu Dana Cojocea Simona Crăciun             |
| 2002              | Jablonec nad Nisou | Belarus Tazzjana Schyntar Ljudmila Kalintschyk Ljudmila Ananka        | Tschechien Magda Rezlerová Lada Dusková Klára Moravcová                 | Ukraine Tetjana Lytowtschenko Olena Demydenko Ljudmila Sahajdak |
| 2003              | Forni Avoltri      | Russland Anna Sotnikowa Natalja Solowjowa Olga Pachomowa              | Ukraine Tetjana Lytowtschenko Ljudmyla Pyssarenko Switlana Krikontschuk | Tschechien Michaela Balatková Teresa Hlavsová Klára Moravcová   |
| 2004              | Osrblie            | Ukraine Switlana Krikontschuk Ljudmyla Pyssarenko Walentyna Semerenko | Polen Tiffany Tyrała Paulina Bobak Agnieszka Grzybek                    | Rumänien Simona Crăciun Emőke Szőcs Alexandra Rusu              |
| 2005              | Muonio             | Ukraine Switlana Krikontschuk Wita Semerenko Olena Pidhruschna        | Polen Tiffany Tyrała Weronika Nowakowska Agnieszka Grzybek              | Russland Olga Pachomowa Nadeschda Starik Irina Borowskich       |

### Mixed
- 2 × 3 + 2 × 4 km Staffel zwischen 2006 und 2007 mit zwei Wettbewerben.

| Weltmeisterschaft | Weltmeisterschaft | Gold                                                                     | Silber                                                                  | Bronze                                                                 |
| ----------------- | ----------------- | ------------------------------------------------------------------------ | ----------------------------------------------------------------------- | ---------------------------------------------------------------------- |
| 2006              | Ufa               | Russland Olga Saremskaja Jelena Darina Jewgeni Pschelkin Alexei Katrenko | Ukraine Wita Semerenko Walentyna Semerenko Oleksandr Kolos Anton Junak  | Belarus Iryna Babezkaja Nadseja Skardsina Wadsim Zwetau Igor Matlachow |
| 2007              | Otepää            | Russland Tatjana Belkina Irina Maximowa Maxim Adijew Rinat Gilasow       | Ukraine Walentyna Semerenko Wita Semerenko Oleksandr Kolos Andrij Bohaj | Belarus Iryna Babezkaja Wera Kalbjanok Wiktor Kulagin Wadsim Zwetau    |

## Skiroller

### Männer
- 10 km Sprint von 2006 bis 2018 mit 13 Wettbewerben.
- 7,5 km Sprint seit 2019 mit vier Wettbewerben.
- 12,5 km Verfolgung von 2006 bis 2018 mit 13 Wettbewerben.
- 10 km Verfolgung seit 2019 mit vier Wettbewerben.
- 7,5 km Supersprint seit 2019 mit vier Wettbewerben.

#### Sprint
| JWM  | JWM                  | Gold                                                           | Silber               | Bronze                 |
| ---- | -------------------- | -------------------------------------------------------------- | -------------------- | ---------------------- |
| 2006 | Ufa                  | Pawel Magasejew                                                | Dmitri Blinow        | Marsel Scharipow       |
| 2007 | Otepää               | Krassimir Anew                                                 | Dmitri Blinow        | Wladimir Iliew         |
| 2008 | Haute-Maurienne      | Martin Fourcade                                                | Benjamin Weger       | Jean-Guillaume Béatrix |
| 2009 | Oberhof              | Erik Lesser                                                    | Pawel Magasejew      | Jewgeni Garanitschew   |
| 2010 | Duszniki-Zdrój       | Andrei Turgenew                                                | Maxim Burtassow      | Jewgeni Petrow         |
| 2011 | Nové Město na Moravě | Wladimir Golobokow                                             | Iwan Krjukow         | Dmitri Djuschew        |
| 2012 | Ufa                  | Michal Žák                                                     | Iwan Pitschuschkin   | Pjotr Paschtschenko    |
| 2013 | Forni Avoltri        | Tomáš Vojík                                                    | Dino Butković        | Dimitar Gerdschikow    |
| 2014 | Tjumen               | Tomáš Vojík                                                    | Mateusz Janik        | Anton Sinapow          |
| 2015 | Cheile Grădiștei     | Anton Myhda                                                    | Marius Ungureanu     | Jan Burian             |
| 2016 | Otepää               | Anton Myhda                                                    | Jan Burian           | Ondřej Hošek           |
| 2017 | Tschaikowski         | Igor Malinowski                                                | Wassili Tomschin     | Nikita Porschnew       |
| 2018 | Nové Město na Moravě | Jakub Štvrtecký                                                | Wjatscheslaw Malejew | Vítězslav Hornig       |
| 2019 | Minsk                | Dsmitryj Lasouski                                              | Mikuláš Karlík       | Jurij Sytnyk           |
| 2020 | Ruhpolding           | Veranstaltung wegen der COVID-19-Pandemie ersatzlos gestrichen |                      |                        |
| 2021 | Nové Město na Moravě | Tomáš Mikyska                                                  | Vítězslav Hornig     | Tomáš Sklenárik        |
| 2022 | Ruhpolding           | Jonáš Mareček                                                  | Tomáš Mikyska        | Fabian Kaskel          |
| 2023 | Osrblie              | Bohdan Borkowskyj                                              | Stepan Kinasch       | Witalij Mandsyn        |
| 2024 | Otepää               | Witalij Mandsyn                                                | Håvard Tosterud      | Sivert Gerhardsen      |

#### Verfolgung
| JWM  | JWM                  | Gold                                                           | Silber              | Bronze                |
| ---- | -------------------- | -------------------------------------------------------------- | ------------------- | --------------------- |
| 2006 | Ufa                  | Andrejs Rastorgujevs                                           | Marsel Scharipow    | Petr Hradecký         |
| 2007 | Otepää               | Krassimir Anew                                                 | Dmitri Blinow       | Sergei Kljatschin     |
| 2008 | Haute-Maurienne      | Jakov Fak                                                      | Benjamin Weger      | Krassimir Anew        |
| 2009 | Oberhof              | Erik Lesser                                                    | Pawel Magasejew     | Uladsimir Tschapelin  |
| 2010 | Duszniki-Zdrój       | Maxim Burtassow                                                | Jewgeni Petrow      | Alexander Petschonkin |
| 2011 | Nové Město na Moravě | Iwan Krjukow                                                   | Oleksandr Dachno    | Nikolai Jakuschow     |
| 2012 | Ufa                  | Pjotr Paschtschenko                                            | Alexei Kornew       | Michal Žák            |
| 2013 | Forni Avoltri        | Tomáš Vojík                                                    | Dimitar Gerdschikow | Dino Butković         |
| 2014 | Tjumen               | Tomáš Vojík                                                    | Artem Tyschtschenko | Matwei Jelissejew     |
| 2015 | Cheile Grădiștei     | Marius Ungureanu                                               | Alexei Tschulew     | Ondřej Šantora        |
| 2016 | Otepää               | Anton Myhda                                                    | Jan Burian          | Maksym Iwko           |
| 2017 | Tschaikowski         | Taras Lessjuk                                                  | Igor Malinowski     | Stepan Parfenow       |
| 2018 | Nové Město na Moravě | Wjatscheslaw Malejew                                           | Bohdan Zymbal       | Vítězslav Hornig      |
| 2019 | Minsk                | Dsmitryj Lasouski                                              | Mikita Labastau     | Igor Malinowski       |
| 2020 | Ruhpolding           | Veranstaltung wegen der COVID-19-Pandemie ersatzlos gestrichen |                     |                       |
| 2021 | Nové Město na Moravě | Tomáš Mikyska                                                  | Jonáš Mareček       | Vítězslav Hornig      |
| 2022 | Ruhpolding           | Tomáš Mikyska                                                  | Jonáš Mareček       | Witalij Mandsyn       |
| 2023 | Osrblie              | Matija Legović                                                 | Witalij Mandsyn     | Bohdan Borkowskyj     |
| 2024 | Otepää               | Witalij Mandsyn                                                | Sivert Gerhardsen   | Kasper Kalkenberg     |

#### Supersprint
| JWM  | JWM                  | Gold                                                           | Silber           | Bronze             |
| ---- | -------------------- | -------------------------------------------------------------- | ---------------- | ------------------ |
| 2019 | Minsk                | Mikita Labastau                                                | Vítězslav Hornig | Igor Malinowski    |
| 2020 | Ruhpolding           | Veranstaltung wegen der COVID-19-Pandemie ersatzlos gestrichen |                  |                    |
| 2021 | Nové Město na Moravě | Vítězslav Hornig                                               | Tomáš Mikyska    | Dmitri Schamukajew |
| 2022 | Ruhpolding           | Maksim Fomin                                                   | Fabian Kaskel    | Maxime Germain     |
| 2023 | Osrblie              | Jan Guńka                                                      | Serhij Suprun    | Matija Legović     |
| 2024 | Otepää               | David Eliáš                                                    | Matija Legović   | Victor Berglund    |

### Frauen
- 7,5 km Sprint von 2006 bis 2018 mit 13 Wettbewerben.
- 6 km Sprint seit 2019 mit vier Wettbewerben
- 10 km Verfolgung von 2006 bis 2018 mit 13 Wettbewerben.
- 7,5 km Verfolgung sei 2019 mit vier Wettbewerben.
- 7,5 km Supersprint seit 2019 mit vier Wettbewerben.

#### Sprint
| JWM  | JWM                  | Gold                                                           | Silber               | Bronze               |
| ---- | -------------------- | -------------------------------------------------------------- | -------------------- | -------------------- |
| 2006 | Ufa                  | Tatjana Sewachina                                              | Walentyna Semerenko  | Anna Pantelejewa     |
| 2007 | Otepää               | Walentyna Semerenko                                            | Olena Pidhruschna    | Wita Semerenko       |
| 2008 | Haute-Maurienne      | Marine Bolliet                                                 | Anaïs Bescond        | Karina Sawossik      |
| 2009 | Oberhof              | Megan Tandy                                                    | Karina Sawosik       | Anastassija Romanowa |
| 2010 | Duszniki-Zdrój       | Anastassija Kalina                                             | Tazzjana Tratschuk   | Swetlana Perminowa   |
| 2011 | Nové Město na Moravě | Olga Galitsch                                                  | Monika Hojnisz       | Julija Dschyma       |
| 2012 | Ufa                  | Olga Podtschufarowa                                            | Kristina Smirnowa    | Olga Kalina          |
| 2013 | Forni Avoltri        | Paulína Fialková                                               | Ivona Fialková       | Natalja Schalajewa   |
| 2014 | Tjumen               | Kristina Iltschenko                                            | Lucie Charvátová     | Uljana Kaischewa     |
| 2015 | Cheile Grădiștei     | Anastassija Merkuschyna                                        | Julija Schurawok     | Kristina Reszowa     |
| 2016 | Otepää               | Anastassija Merkuschyna                                        | Kinga Mitoraj        | Natalja Gerbulowa    |
| 2017 | Tschaikowski         | Kristina Reszowa                                               | Dsinara Alimbekawa   | Walerija Wasnezowa   |
| 2018 | Nové Město na Moravě | Kamila Żuk                                                     | Markéta Davidová     | Walerija Wasnezowa   |
| 2019 | Minsk                | Chu Yuanmeng                                                   | Ekaterina Bech       | Anastassija Gorejewa |
| 2020 | Ruhpolding           | Veranstaltung wegen der COVID-19-Pandemie ersatzlos gestrichen |                      |                      |
| 2021 | Nové Město na Moravě | Anastassija Schewtschenko                                      | Sanita Buliņa        | Lena Repinc          |
| 2022 | Ruhpolding           | Selina Grotian                                                 | Selina Kastl         | Johanna Puff         |
| 2023 | Osrblie              | Lora Christowa                                                 | Ema Kapustová        | Walentina Dimitrowa  |
| 2024 | Otepää               | Walentina Dimitrowa                                            | Wiktorija Chwostenko | Olena Horodna        |

#### Verfolgung
| JWM  | JWM                  | Gold                                                           | Silber               | Bronze                  |
| ---- | -------------------- | -------------------------------------------------------------- | -------------------- | ----------------------- |
| 2006 | Ufa                  | Tatjana Sewachina                                              | Olena Pidhruschna    | Walentyna Semerenko     |
| 2007 | Otepää               | Walentyna Semerenko                                            | Wita Semerenko       | Olena Pidhruschna       |
| 2008 | Haute-Maurienne      | Anaïs Bescond                                                  | Marine Bolliet       | Megan Tandy             |
| 2009 | Oberhof              | Megan Tandy                                                    | Anastassija Romanowa | Karina Sawossik         |
| 2010 | Duszniki-Zdrój       | Darja Wirolainen                                               | Swetlana Perminowa   | Monika Hojnisz          |
| 2011 | Nové Město na Moravě | Monika Hojnisz                                                 | Olga Podtschufarowa  | Olga Galitsch           |
| 2012 | Ufa                  | Olga Podtschufarowa                                            | Iryna Warwynez       | Kristina Smirnowa       |
| 2013 | Forni Avoltri        | Paulína Fialková                                               | Ivona Fialková       | Kristina Iltschenko     |
| 2014 | Tjumen               | Kristina Iltschenko                                            | Galina Wischnewskaja | Jessica Jislová         |
| 2015 | Cheile Grădiștei     | Anastassija Merkuschyna                                        | Kristina Reszowa     | Julija Schurawok        |
| 2016 | Otepää               | Natalja Gerbulowa                                              | Kinga Mitoraj        | Anastassija Merkuschyna |
| 2017 | Tschaikowski         | Natalja Uschkina                                               | Kristina Reszowa     | Walerija Wasnezowa      |
| 2018 | Nové Město na Moravě | Walerija Wasnezowa                                             | Kamila Żuk           | Markéta Davidová        |
| 2019 | Minsk                | Chu Yuanmeng                                                   | Anastassija Gorejewa | Anna Krywonos           |
| 2020 | Ruhpolding           | Veranstaltung wegen der COVID-19-Pandemie ersatzlos gestrichen |                      |                         |
| 2021 | Nové Město na Moravě | Anastassija Schewtschenko                                      | Enikő Márton         | Sanita Buliņa           |
| 2022 | Ruhpolding           | Selina Kastl                                                   | Johanna Puff         | Tereza Voborníková      |
| 2023 | Osrblie              | Lora Christowa                                                 | Ema Kapustová        | Olena Horodna           |
| 2024 | Otepää               | Walentina Dimitrowa                                            | Lora Christowa       | Ilona Plecháčová        |

#### Supersprint
| JWM  | JWM                  | Gold                                                           | Silber                 | Bronze             |
| ---- | -------------------- | -------------------------------------------------------------- | ---------------------- | ------------------ |
| 2019 | Minsk                | Walerija Wasnezowa                                             | Chu Yuanmeng           | Anna Krywonos      |
| 2020 | Ruhpolding           | Veranstaltung wegen der COVID-19-Pandemie ersatzlos gestrichen |                        |                    |
| 2021 | Nové Město na Moravě | Anastassija Gorejewa                                           | Sanita Buliņa          | Tereza Voborníková |
| 2022 | Ruhpolding           | Selina Kastl                                                   | Lena Repinc            | Lora Christowa     |
| 2023 | Osrblie              | Lora Christowa                                                 | Oleksandra Merkuschyna | Olena Horodna      |
| 2024 | Otepää               | Lora Christowa                                                 | Inka Hämäläinen        | Ragna Fodstad      |

### Mixed
| Weltmeisterschaft | Weltmeisterschaft    | Gold                                                                               | Silber                                                                                | Bronze                                                                           |
| ----------------- | -------------------- | ---------------------------------------------------------------------------------- | ------------------------------------------------------------------------------------- | -------------------------------------------------------------------------------- |
| 2008              | Haute-Maurienne      | Russland Irina Maximowa Walentina Nasarowa Dmitri Blinow Wiktor Wassiljew          | Frankreich Anaïs Bescond Marine Bolliet Martin Fourcade Jean-Guillaume Béatrix        | Belarus Iryna Babezkaja Nadseja Skardsina Wadsim Zwetau Igor Matlachow           |
| 2009              | Oberhof              | Russland Anastassija Sagoruiko Anastassija Kalina Sergej Kugubajew Pawel Magasejew | Belarus Karina Sawossik Ala Talkatsch Sjarhej Ruzewitsch Uladsimir Tschapelin         | Rumänien Réka Ferencz Luminița Pișcoran Ștefan Gavrilă Roland Gerbacea           |
| 2010              | Duszniki-Zdrój       | Russland Anastassija Kalina Swetlana Perminowa Jewgeni Petrow Maxim Burtassow      | Ukraine Julija Bryhynez Tatyana Tratschuk Oleksandr Dachno Andrij Wosnjak             | Polen Maria Bukowska Monika Hojnisz Łukasz Słonina Rafał Lepel                   |
| 2011              | Nové Město na Moravě | Russland Olga Galitsch Olga Podtschufarowa Nikolai Jakuschow Dmitri Djuschew       | Slowenien Eva Urevc Lili Drčar Anže Povirk Simon Kočevar                              | Bulgarien Nija Dimitrowa Stefani Popowa Iwan Slatew Anton Sinapow                |
| 2012              | Ufa                  | Russland Olga Podtschufarowa Olga Kalina Alexei Kornew Anton Babikow               | Ukraine Julija Bryhynez Iryna Warwynez Oleksandr Dachno Dmytro Pidrutschnyj           | Tschechien Kristýna Černá Jessica Jislová Matěj Krupčík Michal Žák               |
| 2013              | Forni Avoltri        | Russland Natalja Schalajewa Kristina Iltschenko Igor Proschtschenko Anton Swotin   | Tschechien Jessica Jislová Pavla Šaldová Adam Václavík Tomáš Vojík                    | Italien Carmen Runggaldier Lisa Vittozzi Maikol Demetz Andreas Plaickner         |
| 2014              | Tjumen               | Tschechien Jessica Jislová Kristýna Černá Adam Václavík Tomáš Vojík                | Russland Jekaterina Muralejewa Kristina Iltschenko Wladislaw Tomilow Iwan Petschonkin | Ukraine Anastassija Merkuschyna Julija Schurawok Maksym Iwko Artem Tyschtschenko |
| 2015              | Cheile Grădiștei     | Ukraine Julija Schurawok Anastassija Merkuschyna Oleksandr Moryjew Maksym Iwko     | Tschechien Simona Maříková Markéta Davidová Ondřej Šantora Ondřej Hošek               | Russland Kristina Reszowa Natalja Gerbulowa Nikita Porschnew Kirill Strelzow     |
| 2016              | Otepää               | Tschechien Anna Tkadlecová Markéta Davidová Ondřej Hošek Jan Burian                | Ukraine Anastassija Merkuschyna Anna Krywonos Oleksandr Moryjew Anton Dudtschenko     | Finnland Erika Jänkä Auri Kiskola Jaakko Ranta Teemu Huhtala                     |
| 2017              | Tschaikowski         | Russland Kristina Reszowa Walerija Wasnezowa Nikita Porschnew Igor Malinowski      | Ukraine Chrystyna Dmytrenko Anna Krywonos Witalij Trusch Taras Lessjuk                | Belarus Nastassja Anufryjewa Dsinara Alimbekawa Ihar Karpijuk Anton Smolski      |
| 2018              | Nové Město na Moravě | Tschechien Petra Suchá Tereza Voborníková Jakub Štvrtecký Vítězslav Hornig         | Polen Joanna Jakieła Kamila Żuk Wojciech Skorusa Przemysław Pancerz                   | Slowenien Polona Klemenčič Nika Vindišar Toni Vidmar Alex Cisar                  |